# کوسوکه کیتانی
کوسوکه کیتانی (انگلیسی: Kosuke Kitani؛ زادهٔ ۹ اکتبر ۱۹۷۸) بازیکن فوتبال اهل ژاپن است.
از باشگاه‌هایی که در آن بازی کرده‌است می‌توان به باشگاه فوتبال ساگان توسو اشاره کرد.